# Sister Mary (película)
Sister Mary es una película de comedia musical estadounidense de 2011 dirigida y escrita por Scott Grenke y protagonizada por Ant, James Vallo, Bruce Vilanch, Judy Tenuta, Sean Paul Lockhart y Shawn Quinlan.

## Trama
El detective homofóbico Mark Rima debe "asociarse" con el extravagante detective gay Chris Riant para evitar que una monja asesina en serie mate a cinco miembros de una banda llamada The Ex Choir Boys. Cuando se determina que los detectives no pueden resolver el caso por sí mismos, se asigna al caso al experto perfilador del FBI, el Agente Peccant. A medida que surgen lentamente los detalles del caso, la policía determina que la "monja" puede ser solo un testigo silencioso de los espeluznantes asesinatos. Luego, el grupo de trabajo dirige su atención a la Iglesia Católica y a un grupo sospechoso de sacerdotes con una propensión a "limpiar las almas" de niños inocentes del coro.

## Reparto
- Ant como el agente Peccant
- James Vallo como Mark Rima
- Bruce Vilanch como el granjero Jake
- Judy Tenuta como monja mayor
- Sean Paul Lockhart como Chad
- Shawn Quinlan como Chris Riant
- Matthew Feeney como el jefe Homer Bathos
- Anthony Fagiano como Joel Davidson
- James Pusztay como el padre O'Bleary
- Miss Foozie como ella misma
- ZD Smith como Ray
- Suzy Brack como Tranny McTrannerson
- Michelle Shields como la detective Emma Sharp
- Eddie Huchro como Padre Perdu
- Erin Muir como Elecktra Le Strange[2]

## Producción
La película está producida por Knee Deep Films, compañía dirigida por James Vallo. La película se rodó en Chicago, Illinois.

## Recepción
Chris Carpenter dijo: "Scott Grenke tiene mucho por lo que expiar. La película no es tanto anticatólica como criminalmente sin gracia".

## Soundtrack
- "Knights of the Altar" — Bob Rysavy, Brandon McCauley and Anthony Fischer
- "Sacrements" — Anthony Fischer, Brandon McCauley y Bob Rysavy
- "Blessed" — Brandon McCauley, Bob Rysavy y Anthony Fischer
- "Pillars" — Bob Rysavy, Anthony Fischer y Brandon McCauley
- "Falling" — Anthony Fischer, Brandon McCauley y Bob Rysavy
- "Disposable" — Brandon McCauley, Bob Rysavy y Anthony Fischer
- "Nothing Yet" — Tim Feeney